# ولف بلیتزر
ولف بلیتزر (انگلیسی: Wolf Blitzer؛ زادهٔ ۲۲ مارس ۱۹۴۸) روزنامه‌نگار و گوینده اخبار تلویزیونی آمریکاییست که از سال ۱۹۹۰ گزارشگر سی‌ان‌ان بوده‌است.

## زندگی‌نامه
بلیتزر در آوگسبورگ، آلمان از پدر و مادری یهودی که از بازماندگان هولوکاست بودند زاده شد. او پیشتر ویرایشگر ماهنامه کمیته روابط عمومی آمریکا و اسرائیل بوده‌است.